# Sergej Aksakov
Sergej Timofejevitj Aksakov (ryska: Сергей Тимофеевич Аксаков) född 1 oktober 1791 (20 september g.s.) i Ufa, Basjkirien, Kejsardömet Ryssland, död 12 maj 1859 (30 april g.s.) i Moskva, Kejsardömet Ryssland, var en rysk författare.

## Biografi
Aksakov var son till en godsägare och innehade en rad statliga ämbeten i Sankt Petersburg och Moskva. Han var vän till Gogol och påverkad av denne var han tidigt litterärt verksam utan att skapa något av betydelse. Först över 50 år gammal började han ge ut de skildringar av sydryskt lantliv som gjort honom berömd. Han skrev berättelser om fiske- och jaktminnen och gav 1856 ut den i sin lugna episka bredd klassiska livsskildringen En familjekrönika (svensk översättning 1911).